# Port de Clarabide
Pour les articles homonymes, voir Clarabide (homonymie).
Le port de Clarabide (en espagnol puerto de Clarabide) est un col de montagne pédestre des Pyrénées s'élevant à 2 613 ou 2 615 mètres d'altitude entre le département français des Hautes-Pyrénées et la province de Huesca. Il relie le vallon d'Aygues Tortes au nord, à la vallée de Bénasque au sud.
Il est situé sur la frontière franco-espagnole.

## Toponymie
Le mot port signifie en gascon « porte » ou « col », c'est le pendant de puerto en espagnol.

## Géographie
Le port de Clarabide est situé entre la pointe Eydoux (2 803 m) à l’ouest et la Fourche de Clarabide (2 856 m) à l’est. Il surplombe au nord le lac de Pouchergues (2 102 m).
Il abrite la croix frontière no 330 bis.

## Protection environnementale
Le col fait partie d'une zone naturelle protégée, classée ZNIEFF de type 2 : vallée du Louron.

## Voies d'accès
Pour atteindre le col par le versant français au nord, au départ du pont de Prat à la centrale hydro-électrique de Tramezaygues, il faut traverser les gorges de Clarabide par un chemin très escarpé jusqu'à la construction d'un chemin plus sûr construit par les Ponts et Chaussées, et rejoindre le refuge de la Soula. De là prendre le sentier le long de la Neste de Clarabide en direction du lac de Pouchergues puis la Fourche de Clarabide.